# Vlašići
Vlašići (italsky Ulasich) je vesnice a přímořské letovisko v Chorvatsku v Zadarské župě, spadající pod opčinu města Pag. Nachází se na ostrově Pag, asi 18 km jihovýchodně od města Pagu. V roce 2011 zde trvale žilo 272 obyvatel. Nejvíce obyvatel (503) zde žilo v roce 1953.
Sousedními vesnicemi jsou Dinjiška, Gorica, Povljana, Smokvica a Stara Vas.